# Acanthurus olivaceus
Acanthurus olivaceus (Bloch & Schneider, 1801), è un pesce osseo marino appartenente alla famiglia Acanthuridae.

## Distribuzione e habitat
A. olivaceus è diffuso nelle fasce tropicali dell'Oceano Pacifico centrale e occidentale. Nell'Oceano Indiano è sostituito dalla specie affine Acanthurus tennentii. I giovani si possono trovare anche in acque subtropicali durante i mesi estivi.
Si incontra nelle lagune degli atolli e lungo le barriere coralline dove frequenta soprattutto le zone sabbiose o ciottolose. I giovani frequentano ambienti riparati a fondo duro.

## Descrizione

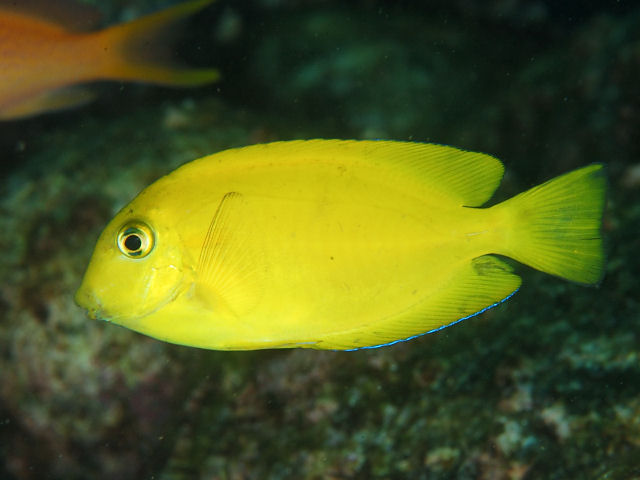
Esemplare giovane

Questa specie, come gli altri Acanthurus, ha corpo ovale, compresso lateralmente, e bocca piccola; sul peduncolo caudale è presente una spina mobile molto tagliente. La pinna dorsale è unica e piuttosto lunga, di altezza uniforme. La pinna anale è simile ma più corta. La pinna caudale è lunata, con lobi appuntiti. Il corpo di colore bruno o grigiastro fino a quasi nero. In molti esemplari la parte posteriore del corpo ha colore molto più scuro del resto del corpo, le due colorazioni sono separate da una linea verticale netta. Sui fianchi immediatamente dietro l'occhio è presente una macchia ovale allungata orizzontalmente di colore arancione vivo bordata di bluastro o violaceo scuro. I giovanili fino a 6 cm sono di colore giallo limone uniforme con pinna anale con un sottile bordo azzurro.
La taglia massima raggiunge i 35 cm.

## Biologia
Gregario, di solito si incontra in piccoli gruppi ma è talvolta solitario.

### Alimentazione
Si nutre di detrito, alghe filamentose e diatomee che raschia dal substrato.

## Pesca
Viene catturato soprattutto per il mercato acquariofilo, appare occasionalmente sui mercati come pesce da consumo.

## Acquariofilia
Viene allevato negli acquari di barriera.

## Conservazione
Si tratta di una specie abbastanza comune, con un vasto areale e popolazioni numericamente stabili. Non sono note minacce particolari. Per questo la IUCN classifica A. olivaceus come a rischio minimo di estinzione.